# Wang Kenan
Wang Kenan (China, 3 de agosto de 1980-5 de octubre de 2013) fue un clavadista o saltador de trampolín chino especializado en trampolín de 3 metros, donde consiguió ser campeón mundial en 2001 en los saltos sincronizados.

## Carrera deportiva
En el Campeonato Mundial de Natación de 2001 celebrado en Fukuoka (Japón) ganó la medalla de oro en los saltos sincronizados desde el trampolín de 3 metros, con una puntuación de 342 puntos, por delante de los mexicanos y los rusos, siendo su compañero de saltos Peng Bo.